# Davar (software)
Davar je počítačový program pro čtení a studium Bible. Autorem je český programátor Josef Planeta. Mezi podporovanými jazyky je čeština. Program umožňuje práci s obrázky, zvuky, slovníky a samozřejmě s texty knih. Obsahuje hebrejský a řecký slovník, lexikony i hebrejskou bibli (Biblia Hebraica), řecký Nový zákon (New Testament) a další zdroje.
Program umožňuje:
- současné otevření více překladů
- paralelní čtení otevřených překladů
- slovníky a lexikony provázené ke konkrétnímu verši
- prohlížení a ukládání map, obrázků, rodokmenů
- čtení a současný poslech textu
- volné přidávání a odebírání překladů, slovníku aj.
- exporty textů, výběru textů, seznamu míst s výskytem slova (konkordance)